# Vinalopó

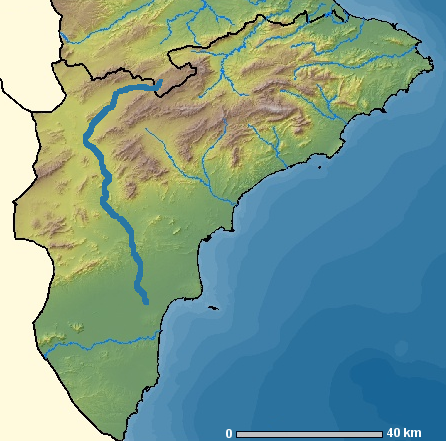
Localisation du Vinalopó dans la province d'Alicante.

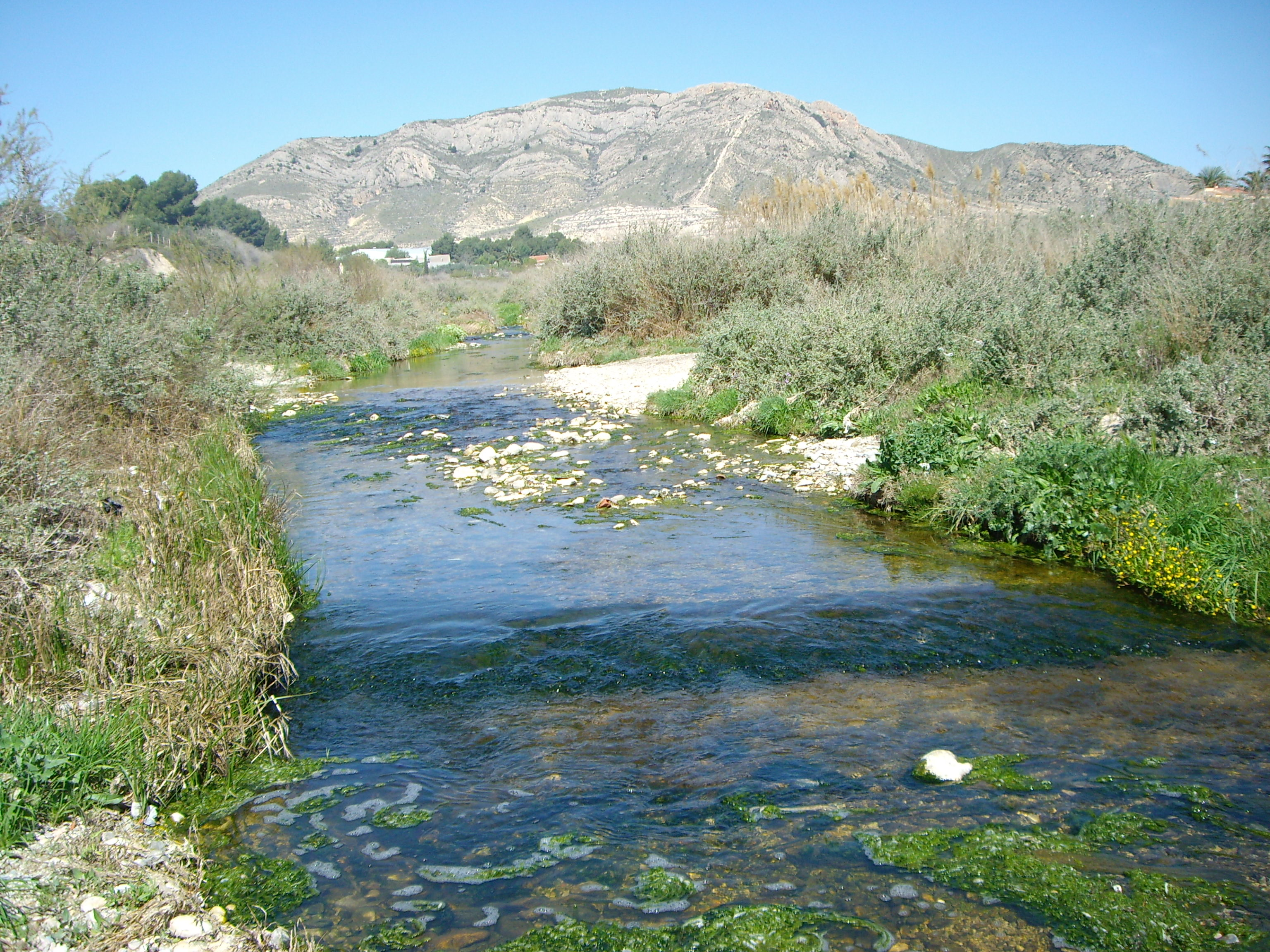
Le Vinalopó à Elda.

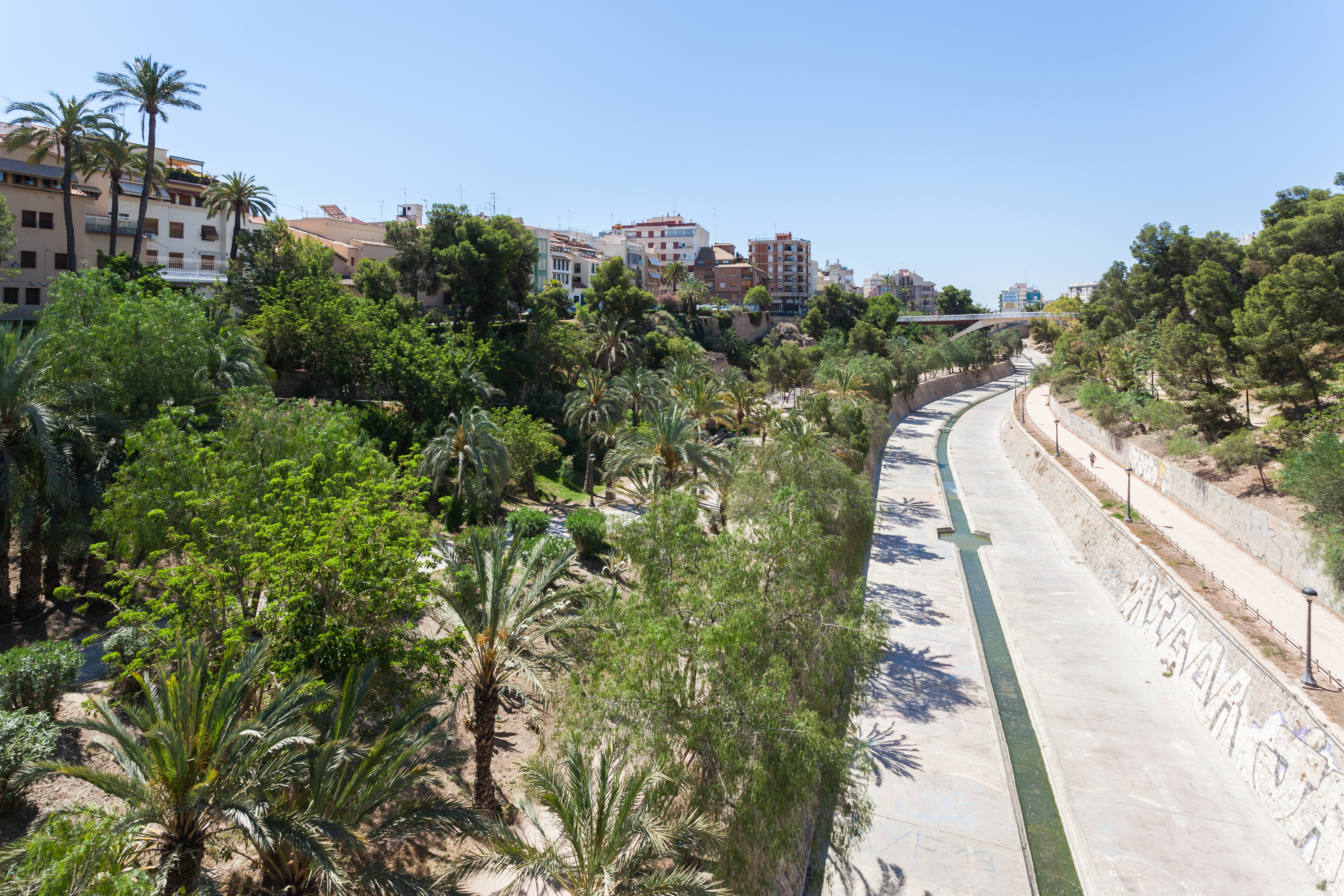
Le Vinalopó à Elche.

Le Vinalopó est un fleuve côtier de la péninsule Ibérique, qui naît à l'extrême sud de la province de Valence et se jette dans la mer Méditerranée après la traversée du nord au sud de la province d'Alicante, dans la Communauté valencienne.
Il mesure 81 km et constitue le plus long fleuve de la province.
Il naît entre Bocairent et Banyeres de Mariola, et son embouchure se situe dans le parc des Salines de Santa Pola. Il traverse les villes suivantes : Villena, Saix, Petrer, Elda, Novelda et Elche. Ses principaux affluents sont le Marjal et le Tarafa, deux petites rivières qui se jettent dans le Vinalopó dans le territoire des municipalités de Banyeres de Mariola et d'Aspe respectivement.
Son eau est hautement mise à profit par l'agriculture, notamment dans la zone du Baix Vinalopó (camp d'Elx), ce qui contribue à expliquer son faible débit et la sécheresse qui l’affecte pendant une bonne partie de l’année.